# Conjunt de masies del delta del Llobregat
El Conjunt de masies del delta del Llobregat és una obra del municipi del Prat de Llobregat inclosa en l'Inventari del Patrimoni Arquitectònic de Catalunya.

## Descripció
Les masies del Prat se situen en un territori de més de 2000 hectàrees, disseminades per tot el terme municipal i que en conjunt està totalment integrat al Delta del Llobregat. Aquest vast territori es pot subdividir en tres sectors. Al nord, regat pel "canal de la Dreta", s'hi troba el sector més productiu en agricultura. En segon lloc hi ha les poques masies que encara resten dins del nucli urbà. En tercer lloc, al sud, hi ha les masies més malmeses i degradades per l'entorn, l'aeroport i les urbanitzacions industrials han provocat l'abandonament de moltes cases.

## Història
La història de les masies del Prat és molt anterior al sorgiment del poble com a nucli urbà. Hi ha documentació puntual del segle xiii, però no és fins a partir del 1556 (independència parroquial) i sobretot del 1606 amb la construcció d'un terraplè de contenció del riu Llobregat que es posen les condicions per a uns habitatges estables. Fins cap a 1725 són cabanes i alguna masia disperses entorn d'una parròquia, però a partir d'aquesta data es forma el poblat i es construeixen masies que seran majoritàries en nombre fins a finals del segle xviii (83 de 140 cases totals el 1789).
A partir de mitjans del segle xix comença l'època d'esplendor de les masies del delta, amb l'assecament de diverses maresmes i llur conversió en conreus d'horta i fruiters, amb l'aprofitament d'aigües potables del subsòl (artesianes) el 1894, amb la construcció del primer pont sobre el riu Llobregat l'any 1873, permetent l'expansió agrícola al millorar les comunicacions amb Barcelona. La prosperitat durà fins a mitjans de segle xx, quan la indústria, la progressiva salinització de les aigües i l'aeroport es converteixen en les principals causes de l'actual decadència agrícola de la zona.